# 日曜バラエティー
『日曜バラエティー』（にちようバラエティー）は、NHKラジオ第1放送とNHKワールド・ラジオ日本で2008年4月6日から2019年3月17日まで11年間放送された公開番組である。通称「日バラ」。

## 概要
NHKラジオ第1の日曜午後の人気番組であった『サンデージョッキー』をリニューアルしたもので、NHKスタジオパーク公開スタジオ（NHK放送センターCT450スタジオ）から生放送していた。
キャッチフレーズは「人気歌手の歌と漫才などのお笑い演芸、それに楽しいトークでどこからでも気軽に聞けるバラエティー番組」。
同時に、出演者も一新し、メイン司会には1980年代から「お笑いタレント」として一世を風靡し、自身も乳癌を克服し芸能界に復帰したばかりの山田邦子を据えたほか、当時若手の落語家や講談師により3人組の「コロコロトリオ」が結成され、番組内の小コーナーを担うこととなった。サブ司会は「サンデージョッキー」と同じく、NHKの男性アナウンサーが担当した。
構成は「サンデージョッキー」を担当した小山田満月に代わり、同じ日曜夕方の人気テレビ番組「笑点」の構成作家のひとりである会沢展年が担当した。
放送時間は原則として日曜日の13時05分頃から15時30分まで。NHKワールド･ラジオ日本は、13時15分からの途中飛び乗りで放送。14時台・15時台は衛星ラジオのみ放送。日曜午後の時間帯となるため、前番組の「サンデージョッキー」と同様、スポーツ放送 の中継のため休止または時間短縮となる場合があった。また、前番組の「NHKのど自慢」が休止する場合、12時15分から開始時刻を繰り上げる形で放送枠を拡大するほか、「のど自慢スペシャル」の放送により13時30分開始になる場合は放送枠が縮小した。なお、この時間は在京の民放AMすべてと在阪の民放AMのほとんどで競馬中継を行っていた。
公開放送の場合、歌や音楽演奏のゲストが4人（組）、演芸（漫才、漫談等）のゲストが1人（組）、それぞれ出演した。歌のゲストは、演歌歌手であることが多いが、時折、「懐かしのアイドル」的な歌手やグループサウンズの出演もあった。スタジオはサテライトスタジオのような窓越し形式ではなく、当日の来場者の中から抽選により直接スタジオに入れる形式となっていたため、歌手や音楽家の演奏は生演奏で行われた。演芸のゲストは長年活躍する実力派の出演が多く、堺すすむ、エド山口、あさひのぼる、コント山口君と竹田君、ケーシー高峰、ねづっち、ロケット団は常連で出演していたほか、駆け出しの若手芸人が出演することもあった。
スタジオパーク内のCT450スタジオから公開放送する回は、季節や風物詩をうたった川柳風のサブタイトルが設けられ、「サンデージョッキー」と同様に、午前中のリハーサルや放送中の様子をスタジオ外から見学することができた。
概ね1時間を超える時間短縮や予定していたスポーツ中継が中止になった場合など、非公開放送で編成する場合はセレクション番組となり、一人あるいは複数の国内外の音楽家にスポットを当て、音楽家にまつわるエピソードを紹介しながら歌や演奏で綴っていた。
2009年度から2011年度には、1月2日または3日の箱根駅伝の中継終了後、この番組のフォーマットを活かし「新春おめでたバラエティー」が放送された。
2018年度は、11月25日に「勤労感謝スペシャル」、2月3日に「節分スペシャル」、3月3日に「ひな祭りスペシャル」と銘打ち、スペシャルゲストの登場や演芸ゲストが2組出演するなど、「豪華版」として放送した。また、3月10日の放送ではCR131スタジオからの非公開放送となり、これまで放送した「邦子のなんなんでショー」「わが心の名曲集」から傑作を山田邦子と山下信が振り返った。
2019年春の番組改編に伴い、同年3月17日の放送をもって終了。最終回は「卒業の歌声響く11年」と題し、歌のゲストとして三沢あけみ、三田明、湯原昌幸、山内恵介、朝花美穂、演芸のゲストとして堺すすむが出演したほか、「コロコロトリオ」のOB数名が駆けつけるなどのサプライズがあった。フィナーレは三沢あけみの「東京音頭」で締めくくられ、「サンデージョッキー」放送開始の1984年から35年続いた日曜午後のラジオ第一放送の公開生放送は、その歴史にピリオドを打った。

## 出演者

### 最終回時点の出演者
総合司会
- 山田邦子[11]（2008年4月6日 - ）
- 神田京子（山田が出演しない時の代理司会）
- 山下信（NHKアナウンサー、2013年4月7日 - ）

レギュラー
- コロコロトリオ[12]
  - リーダー：神田真紅（2016年4月3日 - ）
  - 三遊亭わん丈（2017年4月2日 - ）
  - 桂竹千代（2018年4月8日 - ）

### 過去の出演者
総合司会
- 古屋和雄（当時NHKアナウンサー、2008年4月6日 - 2013年3月17日[13]）

レギュラー
- コロコロトリオ
  - 春風亭三朝（初代リーダー：2008年4月6日 - 2009年3月15日[14]）
  - 神田鯉栄（2代目リーダー：2008年4月6日 - 2010年3月14日）
  - 東玉助[15]（3代目リーダー：2008年4月6日 - 2011年3月6日）
  - 三笑亭可風（4代目リーダー：2009年4月5日 - 2012年3月18日）
  - 神田織音[16]（5代目リーダー：2010年4月4日 - 2013年3月17日）
  - 三遊亭楽大（6代目リーダー：2011年4月10日 - 2014年3月16日）
  - 桂宮治（7代目リーダー：2012年4月8日 - 2015年3月15日）
  - 神田蘭（8代目リーダー：2013年4月7日 - 2016年3月13日）
  - 柳亭市弥（9代目リーダー：2014年4月6日 - 2017年3月12日）
  - 春風亭昇也（10代目リーダー：2015年4月5日 - 2018年3月18日[17]）

## スタッフ
- 構成:会沢展年
- 制作統括:白井潤・能登隆夫(NHK)、高橋良次(NHKサービスセンター)
- プロデューサー:岩崎博[18]
- 演出:羽根章夫(ヘインズプロダクション)[19]
- 製作:NHK、NHKサービスセンター

## タイムテーブル
番組開始から2011年度上半期までの3時間放送の時は、音楽のゲストが5人(組)とお笑い3-4組という体制で、13時台は主に漫才・落語・漫談、14時台はコント・コメディー、15時台はゲストの歌手・音楽家による歌や演奏という進行であったが、2011年度下半期の2時間放送および2012年度から最終回までの2時間30分放送になってからは音楽のゲストが4名(組)、お笑いのゲストが1組となったため、ゲスト歌手・音楽家の歌や演奏の合間に「コロコロトリオ」やお笑いのゲストによる演芸を織り込むというスタイルになった。
次に示すのは最終回時点の通常放送であった13時05分頃 - 15時30分までの進行パターン。生放送であるため、毎時00分からのNHKニュースの尺によってはスタート時間が若干前後することもある。13時30分から放送する場合および14時55分で終了する場合は、◆印のコーナーは割愛される。
- 13:05頃　 オープニング
  - 司会者２人のダジャレを含めた掛け合いののち、会場の観客と一緒にタイトルコールをし番組がスタート。出演者の紹介、山下から今日の気候等について紹介したあと、山田邦子の今日の衣装の話題に振れ、最初の歌手を紹介した。
- 13:08頃　 ゲスト歌手・演奏家の歌や演奏
- 13:13頃　 ゲスト勢ぞろい
  - 司会者が今週のテーマを決め、それをもとに出演者との掛け合いが行われた。
- 13:18頃　 ゲスト歌手・演奏家の歌や演奏
- 13:23頃　 ゲスト歌手・演奏家の歌や演奏
- 13:28頃　 音楽
  - 関東地方は道路交通情報が入る。
- 13:30頃　 コロコロトリオの日々是長屋[20]◆
  - 「どんぐりころころ」の音楽でコロコロトリオの3人が登場。物語形式で物事や季節の風物詩の由来等を紹介。その後紹介したものにちなんだなぞかけを披露した。
- 13:35頃　 ゲスト歌手・演奏家の歌や演奏
- 13:40頃　 お笑いゲストの演芸
- 13:47頃　 ゲスト歌手・演奏家の歌や演奏
- 13:52頃　 コロコロトリオのなぞなぞ3本勝負
  - リスナーからの「なぞなぞ」の投稿に女性司会者と会場の観客が答える。構成にもよるが、3問目の解答は14時台の初めに発表する。コロコロトリオ対女性司会者・観客の勝負となり、なぞなぞ終了後に「コロコロトリオの〇勝△敗」と出るが、どちらが勝っても賞品等は特にない。投稿された「なぞなぞ」が採用されると、司会者およびコロコロトリオのサイン入り色紙がプレゼントされた。
- 13:55 - 14:05頃　ニュース、気象情報等
- 14:07頃　 サンデー世相スケッチ
  - 世の中の動きを出演者が寸劇風に掛け合う。テーマに沿って出演者の寸劇やコントが行われた後、「コロコロ小劇場[21]」と題して、コロコロトリオの3人が時世を話題とした掛け合いを行った。ステージのマイク1本に出演者が集中するため、出演者の掛け合いや仕草が観客の笑いを誘っていた。短縮版の場合は「コロコロ小劇場」のコーナーは割愛された[22]。
- 14:17頃　 ゲスト歌手・演奏家の歌や演奏
- 14:22頃　 邦子のなんなんでショー
  - 山田邦子のワンマンライブ。歌から物まねまで、観客と一体となったショーが繰り広げられた。山田邦子の代わりに神田京子が司会をする際は「京子のなんなんでショー」となり、主に神田の講談が披露され、観客が合いの手を入れた。
- 14:27頃　 音楽
  - 関東地方は道路交通情報が入る。
- 14:30頃　 NHKネットラジオ らじる★らじるの紹介
- 14:31頃　 わが心の名曲集◆
  - ゲスト歌手が往年の歌手や作曲家等をテーマにして、歌を2～3曲披露した。最後の曲[23]の前に「名曲ひとくちメモ」という作曲家また歌手のエピソードを山下が紹介するコーナーがあった。
- 14:48頃　 日バラ知っトククイズ[24]◆
  - 神田真紅の司会で、お笑いゲストが日常の知識など知っトク情報を出題し、コロコロトリオの三遊亭わん丈、桂竹千代とお笑いゲストの解答から本当の答えを引き出す3択クイズ。解答は15時台の初めに発表し、解答のあと、女性司会者が問題を3点満点で評価して、点数の分「なるほどの鼓」を鳴らした[25]。
- 14:55 - 15:05頃　ニュース、気象情報等
- 15:07頃　 ゲスト歌手・演奏家の歌や演奏
- 15:12頃　 邦子とあそぼう[26]◆
  - 山田邦子が音頭をとり、出演者全員でしりとりやゲームなどを行う。その後優勝者を選ぶが、賞品等は特にない。
- 15:17頃　 ゲスト歌手・演奏家の歌や演奏
- 15:22頃　 ゲスト歌手・演奏家の歌や演奏
- 15:27頃　 エンディング
  - 再び出演者が勢ぞろいし、これからの予定を聞いた後、遠くからスタジオに来た観客を紹介するとともにインタビューし[27]、次回の出演者を紹介してエンディングとなった。

前述の通り、12時15分からスタートの場合は、拡大版となり13時台前半の内容が変更された。また、「のど自慢スペシャル」の放送等により13時30分から開始する場合および15時台がスポーツ中継等により14時55分に終了となる場合は、縮小版となり一部のコーナーが割愛された。14時台以降からスタートする場合や13時台および14時台前半で終了する場合は、原則として非公開放送となるため、過去に放送した内容の中からのアンコール放送か、歌手・演奏家のレコードからの演奏を放送した。